# Avon (Minnesota)
Avon és una població dels Estats Units a l'estat de Minnesota. Segons el cens del 2000 tenia 1.242 habitants.

## Demografia
Segons el cens del 2000, Avon tenia 1.242 habitants, 470 habitatges, i 355 famílies. La densitat de població era de 465,6 habitants per km².
Dels 470 habitatges en un 41,5% hi vivien nens de menys de 18 anys, en un 62,8% hi vivien parelles casades, en un 8,7% dones solteres, i en un 24,3% no eren unitats familiars. En el 20,2% dels habitatges hi vivien persones soles el 10,2% de les quals corresponia a persones de 65 anys o més que vivien soles. El nombre mitjà de persones vivint en cada habitatge era de 2,64 i el nombre mitjà de persones que vivien en cada família era de 3,04.
Per edats la població es repartia de la següent manera: un 29,9% tenia menys de 18 anys, un 7,2% entre 18 i 24, un 31,3% entre 25 i 44, un 20,5% de 45 a 60 i un 11% 65 anys o més.
L'edat mediana era de 34 anys. Per cada 100 dones de 18 o més anys hi havia 98,4 homes.
La renda mediana per habitatge era de 47.721 $ i la renda mediana per família de 53.214 $. Els homes tenien una renda mediana de 37.386 $ mentre que les dones 25.238 $. La renda per capita de la població era de 19.980 $. Entorn de l'1,3% de les famílies i el 3,1% de la població estaven per davall del llindar de pobresa.

## Poblacions més properes
El següent diagrama mostra les poblacions més properes.